# Liste der Kulturdenkmale in Witzleben
Die Liste der Kulturdenkmale in Witzleben enthält die Kulturdenkmale auf dem Gebiet der Gemeinde Witzleben im thüringischen Ilm-Kreis (Stand: September 2020). Die folgenden Angaben ersetzen nicht die rechtsverbindliche Auskunft der Denkmalschutzbehörde.

## Legende
- Bild: zeigt ein Bild des Kulturdenkmals und gegebenenfalls einen Link zu weiteren Fotos des Kulturdenkmals im Medienarchiv Wikimedia Commons
- Bezeichnung: Name, Bezeichnung oder die Art des Kulturdenkmals
- Lage: Wenn vorhanden Straßenname und Hausnummer des Kulturdenkmals; Grundsortierung der Liste erfolgt nach dieser Adresse. Der Link Karte führt zu verschiedenen Kartendarstellungen und nennt die Koordinaten des Kulturdenkmals.
 Kartenansicht, um Koordinaten zu setzen – in dieser Kartenansicht sind Kulturdenkmale ohne Koordinaten mit einem roten bzw. orangen Marker dargestellt und können in der Karte gesetzt werden. Kulturdenkmale ohne Bild sind mit einem blauen bzw. roten Marker gekennzeichnet, Kulturdenkmale mit Bild mit einem grünen bzw. orangen Marker.
- Datierung: gibt das Jahr der Fertigstellung beziehungsweise das Datum der Erstnennung oder den Zeitraum der Errichtung an
- Beschreibung: bauliche und geschichtliche Einzelheiten des Kulturdenkmals, vorzugsweise die Denkmaleigenschaften
- ID: Die ID identifiziert das Kulturdenkmal eindeutig. In Thüringen sind aktuell keine IDs veröffentlicht. In der ID-Spalte kann sich auch folgendes Icon  befinden, dies führt zu Angaben zu diesem Kulturdenkmal bei Wikidata.

## Denkmalliste
| Bild                                    | Bezeichnung                      | Lage                                                                           | Datierung | Beschreibung | ID |
| --------------------------------------- | -------------------------------- | ------------------------------------------------------------------------------ | --------- | ------------ | -- |
| Direkt Bild zu diesem Denkmal hochladen | Waidstein                        | Achelstädt, Post                                                               |           |              |    |
| Direkt Bild zu diesem Denkmal hochladen | Waidstein                        | Achelstädt, Kirchhof                                                           |           |              |    |
| weitere Bilder Fotos hochladen          | Kirche                           | Achelstädt (Karte)                                                             |           |              |    |
| Direkt Bild zu diesem Denkmal hochladen | Wohnhaus und Remise              | Achelstädt, Alter Pfarrhof 4                                                   |           |              |    |
| Fotos hochladen                         | Gehöft                           | Achelstädt, Im Winkel 50 (Karte)                                               |           |              |    |
| BW                                      | Wohnhaus                         | Achelstädt, Kastanienallee 3 (Karte)                                           |           |              |    |
| weitere Bilder Fotos hochladen          | Gehöft                           | Achelstädt, Kastanienallee 47 (Karte)                                          |           | gestrichen   |    |
| BW                                      | Wohnhaus                         | Achelstädt, Waidanger 28 (Karte)                                               |           | gestrichen   |    |
| Direkt Bild zu diesem Denkmal hochladen | Grabstätte für fünf KZ-Häftlinge | Ellichleben, Straße von Hettstedt nach Dienstedt                               |           |              |    |
| Direkt Bild zu diesem Denkmal hochladen | Waidstein                        | Ellichleben                                                                    |           |              |    |
| weitere Bilder Fotos hochladen          | Kirche                           | Ellichleben (Karte)                                                            |           |              |    |
| Direkt Bild zu diesem Denkmal hochladen | Gehöft                           | Ellichleben                                                                    |           |              |    |
| Direkt Bild zu diesem Denkmal hochladen | Gehöft                           | Ellichleben                                                                    |           | gestrichen   |    |
| Fotos hochladen                         | Steinkreuz                       | Ellichleben, Ca. 2 km südöstlich des Ortes, 200 m oberhalb der Wüstung (Karte) |           | Bodendenkmal |    |
| Direkt Bild zu diesem Denkmal hochladen | Wüstung „Maichlizt“              | Ellichleben, Ca. 2 km südöstlich des Ortes, unterhalb des Steinkreuzes         |           | Bodendenkmal |    |
| weitere Bilder Fotos hochladen          | Kirche                           | Witzleben (Karte)                                                              |           |              |    |
| weitere Bilder Fotos hochladen          | Wohnhaus (Pfarrhaus)             | Witzleben, Hauptstraße 3 (Karte)                                               |           |              |    |
| Direkt Bild zu diesem Denkmal hochladen | Burganlage „Witzleber Burg“      | Witzleben, Ca. 1,5 km südlich vom Ort                                          |           | Bodendenkmal |    |